# Chinurenina 7,8-idrossilasi
La chinurenina 7,8-idrossilasi è un enzima appartenente alla classe delle ossidoreduttasi, che catalizza la seguente reazione:
chinurenato + AH2 + O2 ⇄ 7,8-diidro-7,8-diidrossichinurenato + A
Questo enzima è coinvolto nel metabolismo del triptofano.